# Galatádes
Galatádes, en grec moderne : Γαλατάδες, est un village du dème de Pella, en Macédoine-Centrale, Grèce.
Selon le recensement de 2011, la population du village compte 1 858 habitants.